# 진주역
진주역(Jinju station, 晋州驛)은 경상남도 진주시 가좌동에 있는 경전선의 철도역이다. 역사 매표소에서 한국철도 100주년 기념 스탬프를 날인할 수 있다. 인근에 구 개양역 건물이 남아 있었으나, 진주역 역세권 개발사업 부지에 포함되어 철거되었다. 하루 KTX 10회 및 ITX-새마을, 일부 무궁화호가 이 역을 기·종점으로 운행하며 무궁화호, 남도해양열차 전 열차가 정차하고, 2023년 9월 1일부터 경전선 SRT가 이 역에서 시종착하게 되었고, 향후 남부내륙선이 교차해 분기할 예정이다.

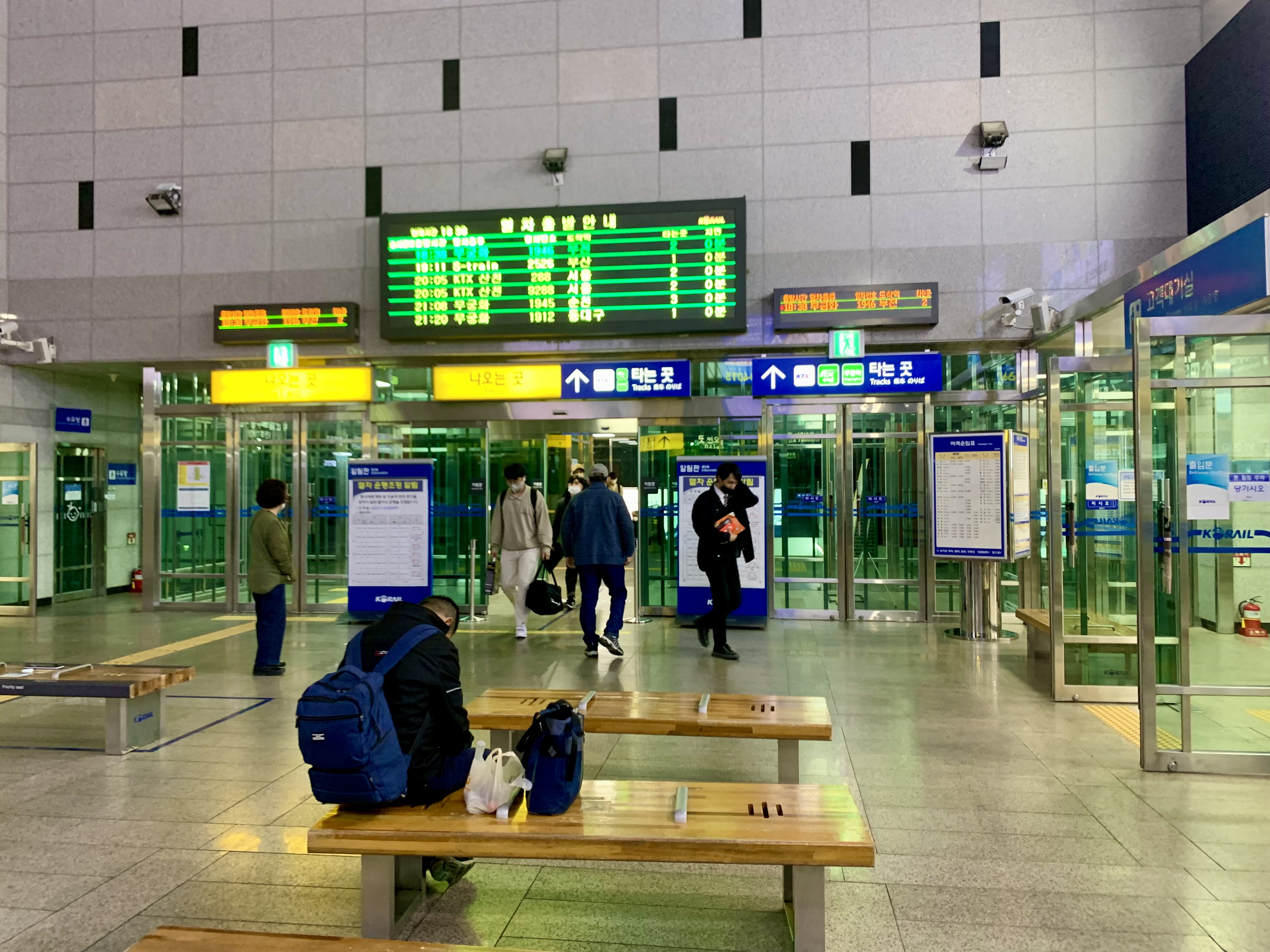
20221118 진주역

## 연혁
- 1925년 6월 15일 : 진주군 진주면 천전리(현 진주시 강남동) 245번지에서 보통역으로 영업 개시[1]
- 1950년 7월 2일 : 한국 전쟁으로 역사 소실
- 1956년 12월 3일 : 역사 신축 준공
- 1971년 9월 10일 : 민수용 무연탄도착취급역 지정[2]
- 2005년 9월 14일 : 진주역 차량정비고 등록문화재로 지정
- 2006년 5월 1일 : 소화물 취급 중지
- 2007년 5월 31일 : 새마을호 운행 중단
- 2012년 10월 23일 : 복선 비전철로 경전선 이설과 함께 가좌동으로 역사 이전[3]
- 2012년 12월 5일 : 복선전철 개통과 함께 KTX 운행 개시 및 새마을호 운행 재개
- 2013년 9월 27일 : 남도해양열차 운행 개시
- 2014년 6월 1일 : ITX-새마을 운행 개시
- 2015년 5월 29일 : 화물 취급 중지[4]
- 2016년 6월 20일 : 화물 취급 재개
- 2021년 1월 8일 : 보통역으로 격하 (등급은 유지)
- 2021년 : 매표업무 위탁 (승차권자동발매기 설치)
- 2023년 9월 1일 : SRT 정차 개시
- 2024년 : 관리역 재지정

## 역 구조
2면 4선식 쌍섬식 승강장으로 운영되며, KTX 정차를 대비하여 20량으로 설계하였다.

### 승강장
| ↑완사           |
| ４３ \| ２１ \| |
| 반성↓           |

| 1 | 경전선 | KTX · SRT · ITX-새마을 · 무궁화호 | 함안 · 마산 · 진영 · 부전 · 동대구 · 대전 · 서울 · 동탄 ·수서 방면    |
| 2 | 경전선 | KTX · SRT · ITX-새마을 · 무궁화호 | 함안 · 마산 · 진영 · 부전 · 동대구 · 대전 · 서울 · 동탄 ·수서 방면    |
| 3 | 경전선 | KTX · SRT · ITX-새마을 · 무궁화호 | 하동 · 광양 · 순천 · 벌교 · 보성 · 화순 · 광주송정 · 나주 · 목포 방면 |
| 4 | 경전선 | KTX · SRT · ITX-새마을 · 무궁화호 | 하동 · 광양 · 순천 · 벌교 · 보성 · 화순 · 광주송정 · 나주 · 목포 방면 |

## 역 주변
- 진주성
- 의곡사
- 호국사
- 청곡사
- 국립진주박물관
- 공군교육사령부

## 열차운행역사와 연계교통

### 우회 운행과 이용객 감소
예전에는 서울역을 출발해 진주역에 시·종착하는 열차가 몇 편 있었으나, 경부선을 경유하여 삼랑진으로 우회 운행하기 때문에 시간이 꽤 많이 소요되었다. 특히 2005년 12월 14일 통영대전고속도로 개통과 함께 진주역을 통해 서울역으로 가는 이용객이 많이 감소하였다.

### 고속버스와의 경쟁력
복선전철화와 함께 이전한 진주역 역사 위치는 구 개양역 남쪽에 있고, 진주시 외곽에 있어 접근성이 떨어진다는 단점이 제기되었다. 그러나 도착지인 서울역은 도심 중앙에 있어 시내 접근성이 좋고, 주말이나 명절에는 도로 지정체로 서울까지 4시간이 소요되는 고속버스와 달리 KTX는 서울 ~ 진주 간 3시간 15분(최속달 기준) 운행으로, 정시운행 목적으로 이용하는 이들의 많은 호응을 받아 개통 9개월만에 이용객 10만명을 돌파하였다.

## 사진

대합실 (현재는 고객대기실에 카페가 생김.)
개찰구
매표소
폴사인
승강장
역사 (선로측)
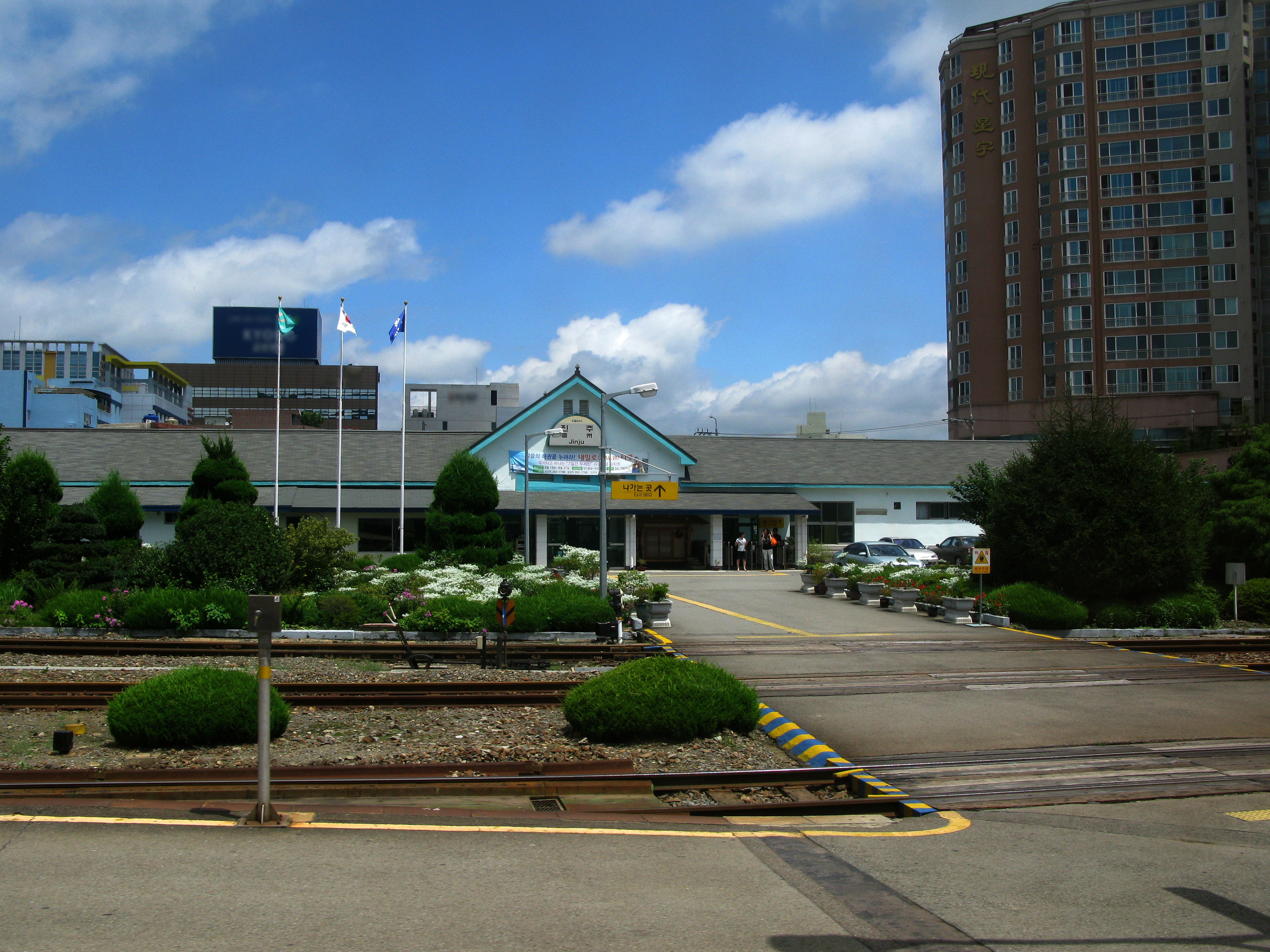
구 역사 (선로측)

## 인접한 역
| 경전선           | 경전선            | 경전선             |
| ---------------- | ----------------- | ------------------ |
| 마산 행신 방면   | KTX 경전선        | 시·종착역          |
| 마산 수서 방면   | SRT 경전선        | 시·종착역          |
| 함안 서울 방면   | ITX-새마을 경전선 | 시·종착역          |
| 반성 부전 방면   | 무궁화호 경전선   | 완사 목포 방면     |
| 반성 동대구 방면 | 무궁화호 경전선   | 시·종착역          |
| 마산 부산 방면   | 남도해양열차      | 북천 광주송정 방면 |